# Bahnhof Leverkusen Mitte
Der Bahnhof Leverkusen Mitte ist einer von fünf Schienenverkehrshaltepunkten in Leverkusen. Er liegt an der Bahnstrecke Köln–Duisburg im Süden Nordrhein-Westfalens, an der sich auch zwei weitere Leverkusener Bahnstationen befinden. Er besitzt eine wichtige Bedeutung für Berufspendler sowohl in Richtung Köln als auch in Richtung Düsseldorf.

## Geschichte
Der Bahnhof wurde 1979 neu eingerichtet, seitdem wird er im Personenverkehr bedient. Die einen Kilometer südlich gelegene Station Leverkusen-Wiesdorf (jetzt Musikverein) wurde nach der Inbetriebnahme des Haltepunktes Bayerwerk – später Leverkusen Chempark – der S-Bahn 1991 geschlossen. Seit 1987 gilt der VRS-Tarif, Richtung Düsseldorf/Duisburg der Übergangstarif VRS/VRR. Der bis 2023 als ServiceStore dienende Bau enthält farbige Glasmalereien von Paul Weigmann (1979/1980).

## Lage und Aufbau

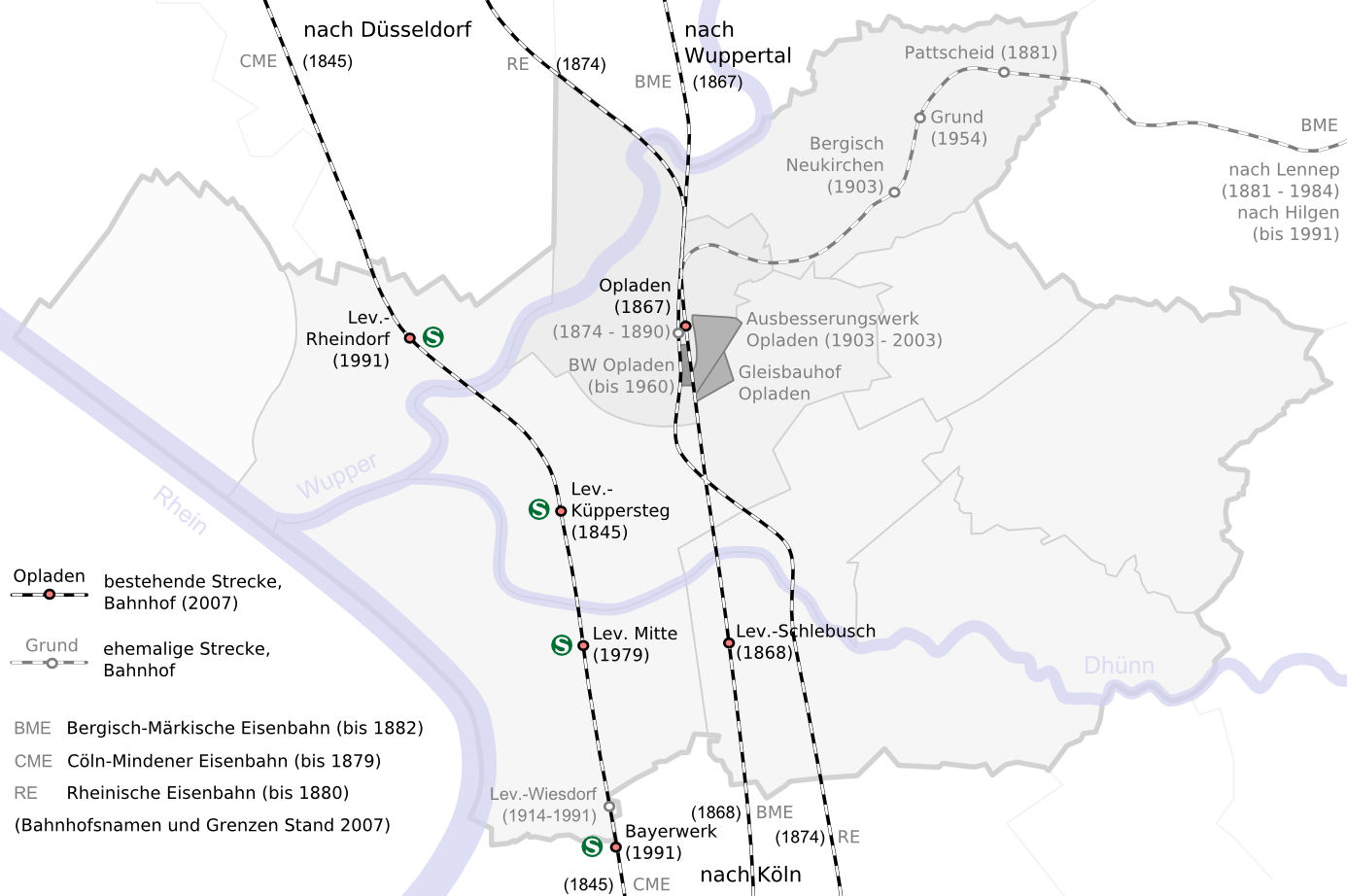
Bahnnetz

Der Bahnhof befindet sich im Südwesten Leverkusens im Stadtteil Wiesdorf. Direkt neben dem Bahnhof befindet sich der Zentrale Omnibusbahnhof der Stadt Leverkusen, an dem Anschluss zu diversen Linien des Verkehrsverbundes Rhein-Sieg und zu Fernreisebussen (Flixbushalt Köln Nord) besteht.
Die Station besteht eisenbahnbetrieblich gesehen aus zwei Teilen: Die Betriebsstelle Leverkusen Mitte an der Strecke Köln–Duisburg ist ein Bahnhofsteil des Bahnhofes Leverkusen Küppersteg. Zu ihm gehören der Mittelbahnsteig und der östliche Außenbahnsteig. Zudem liegt an der seit August 2023 durchgehend zweigleisigen S-Bahn-Strecke ein Mittelbahnsteig.
Am östlichen Ende der Innenstadt in Manfort befindet sich der Bahnhof Leverkusen-Manfort an der Bahnstrecke Gruiten–Köln-Deutz.

## Bedienung

### Fernverkehr
Vom 13. Dezember 2016 bis zum 12. Dezember 2020 hielt einmal täglich ein ICE aus Berlin im Bahnhof Leverkusen Mitte, aber nicht in Gegenrichtung.
Vom 9. Dezember 2018 bis 7. Dezember 2019 hielt außerhalb der Sommerferien einer von zwei Intercity-Zügen nach Gera Hauptbahnhof am Bahnhof, jedoch ebenfalls nicht in Gegenrichtung.
Seit dem 12. Juni 2022 hält ICE 1058 auf seiner Fahrt von Berlin Ostbahnhof nach Köln Hbf in Leverkusen Mitte.

### Nahverkehr
Leverkusen Mitte ist ein S-Bahn-Halt und zugleich auch ein Regionalverkehrshalt. Im Schienenpersonennahverkehr wird er von folgenden Linien bedient:
| Linie      | Verlauf | Takt | Betreiber        |
| ---------- | --- | --- | ---------------- |
| RE 1 (RRX) | NRW-Express: Aachen Hbf – Aachen-Rothe Erde – Eilendorf (ein Zugpaar) –Stolberg (Rheinl) Hbf – Eschweiler Hbf – Langerwehe – Düren – Horrem – Köln-Ehrenfeld – Köln Hbf – Köln Messe/Deutz – Köln-Mülheim – Leverkusen Mitte – Düsseldorf-Benrath – Düsseldorf Hbf – Düsseldorf Flughafen – Duisburg Hbf – Mülheim (Ruhr) Hbf – Essen Hbf – Wattenscheid – Bochum Hbf – Dortmund Hbf – Dortmund-Scharnhorst (nicht stündlich, im Wechsel mit Nordbögge) – Dortmund-Kurl – Kamen-Methler – Kamen – Bönen-Nordbögge (nicht stündlich, im Wechsel mit Dortmund-Scharnhorst) – Hamm (Westf) Hbf Stand: Fahrplanwechsel Dezember 2023                                            | 60 min | National Express |
| RE 5 (RRX) | Rhein-Express: Wesel – Friedrichsfeld (Niederrhein) (zweistdl.) – Voerde (Niederrhein) – Dinslaken – Oberhausen-Holten (zweistdl.) – Oberhausen-Sterkrade – Oberhausen Hbf – Duisburg Hbf – Düsseldorf Flughafen – Düsseldorf Hbf – Düsseldorf-Benrath – Leverkusen Mitte – Köln-Mülheim – Köln Messe/Deutz – Köln Hbf – Köln Süd – Brühl – Bonn Hbf – Bonn UN Campus – Bonn-Bad Godesberg – Oberwinter – Remagen – Sinzig (Rhein) – Bad Breisig – Andernach – Koblenz Stadtmitte – Koblenz Hbf Stand: Fahrplanwechsel Dezember 2023 | 60 min | National Express |
| S 6        | Essen Hbf – Essen Süd – E-Stadtwald – E-Hügel – E-Werden – Kettwig – Kettwig Stausee – Hösel – Ratingen Ost – D-Rath – D-Rath Mitte – D-Derendorf – D-Zoo – D-Wehrhahn – Düsseldorf Hbf – D-Volksgarten – D-Oberbilk – D-Eller Süd – D-Reisholz – D-Benrath – D-Garath – D-Hellerhof – Langenfeld-Berghausen – Langenfeld (Rheinland) – Lev.-Rheindorf – Lev.-Küppersteg – Leverkusen Mitte – Lev.-Chempark – K-Stammheim – K-Mülheim – K-Buchforst – K-Messe/Deutz – Köln Hbf – K-Hansaring – K-Nippes (– K-Geldernstr./Parkgürtel – K-Longerich – K-Volkhovener Weg – K-Chorweiler – K-Chorweiler Nord – K-Blumenberg – K-Worringen) Stand: Fahrplanwechsel Dezember 2023 | 20 min (werktags) 30 min (sonn-/feiertags, Essen–Düsseldorf auch samstags) Nippes–Worringen nur werktags 5–20 Uhr und sonn-/feiertags 11–21 Uhr | DB Regio         |

### Omnibusverkehr

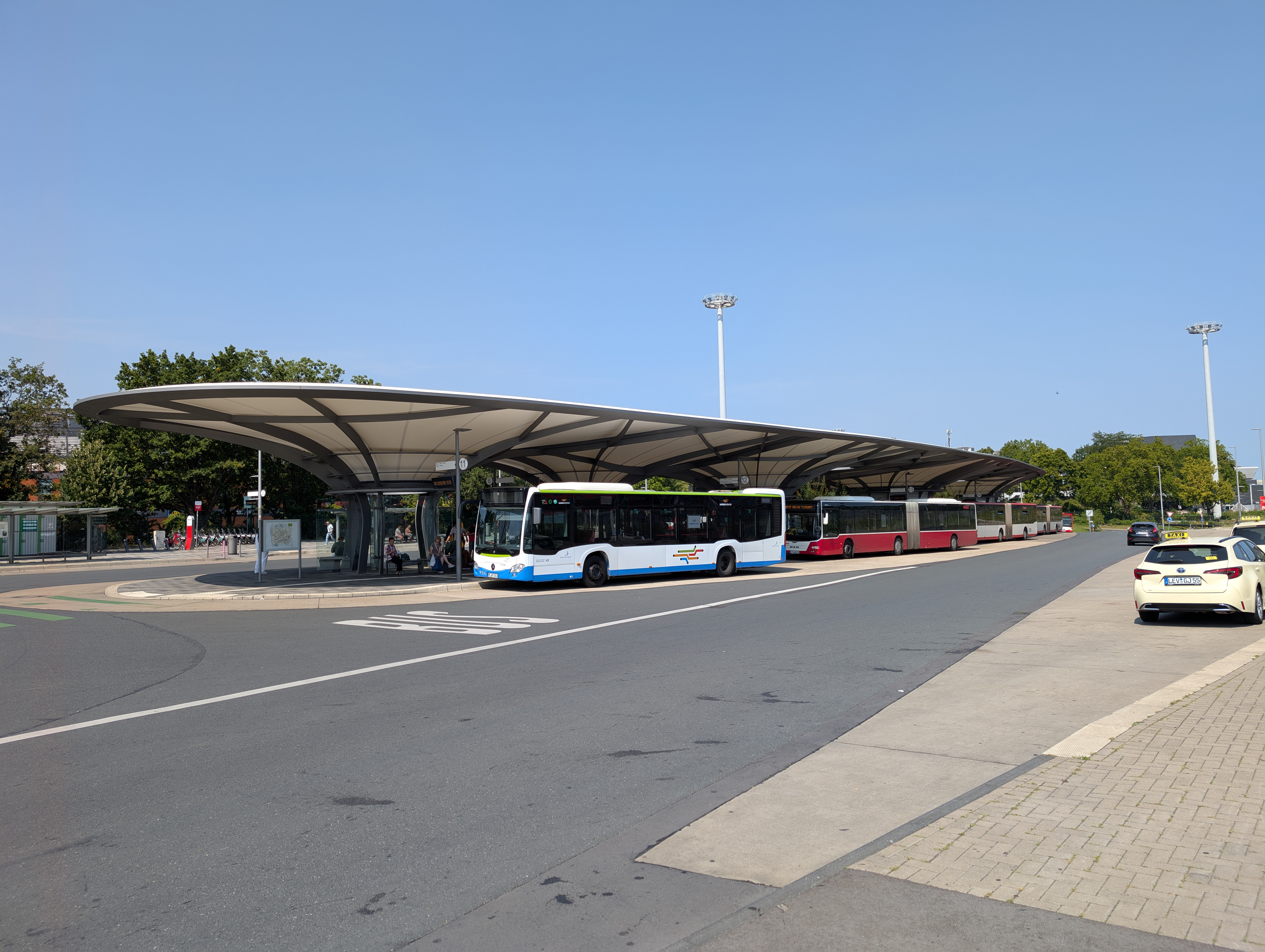
Busbahnhof am Bahnhof Leverkusen Mitte, 2025

In unmittelbarer Nachbarschaft wurde der Zentrale Omnibusbahnhof (ZOB) von 2017 bis 2020 umgebaut.
Folgende Buslinien halten an der Haltestelle Leverkusen Mitte Bf. (Stand 2020):
| Linie | Verlauf |
| ----- | --- |
| 201   | Chempark – Leverkusen Mitte Bf – Küppersteger Straße – Opladen Bf. – Lützenkirchen Forellental |
| 203   | Opladen Bf. – Friedhof Reuschenberg – Bürrig – Leverkusen Mitte Bf – Konrad-Adenauer-Platz – Eisholz                                                                                                |
| 204   | Konrad-Adenauer-Platz – Leverkusen Mitte Bf – Küppersteger Straße – Friedhof Reuschenberg |
| 208   | Wiesdorf, Rheinallee – Leverkusen Mitte Bf – Chempark Tor 6 – Manfort – Schlebusch Post – Mathildenhof Wilmersdorfer Straße                                                                         |
| 209   | Leverkusen Mitte Bf – Konrad-Adenauer-Platz – Manfort Bf – Klinikum Leverkusen – Quettinger Straße – Schützenplatz                                                                                  |
| 211   | Leverkusen-Rheindorf Peenestraße – Rheindorf Bf – Rheindorf Süd, Pützdelle – Westring – Leverkusen Mitte Bf – Konrad-Adenauer-Platz – Manfort Bf – Klinikum Leverkusen – Schlebusch Alt-Steinbüchel |
| 212   | Leverkusen Mitte Bf – Konrad-Adenauer-Platz – Finanzamt (Manfort Bf) – Schlebusch – Edelrath – Altenberg – Odenthal Schule                                                                          |
| 214   | Leverkusen Mitte Bf – Konrad-Adenauer-Platz – Finanzamt (Manfort Bf) – Fixheide, Benzstraße |
| 227   | Leverkusen Mitte Bf – Konrad-Adenauer-Platz – Manfort Bf – Klinikum Leverkusen – Schildgen – Bergisch Gladbach Bf – Bensberg – Moitzfeld                                                            |
| 251   | Leichlingen Busbahnhof – Bergisch Neukirchen – Opladen Bf. – ohne Zwischenstopp – Leverkusen Mitte Bf – Chempark                                                                                    |
| 255   | Leichlingen Busbahnhof – Leichlingen Bf. oder Wallgraben – Opladen Bf. – Küppersteger Straße – Leverkusen Mitte Bf – Chempark – Leverkusen Chempark Bf                                              |
| SB 20 | Leverkusen Mitte Bf. – Quettingen – Lützenkirchen – Forellental |
| SB 21 | Rheindorf Peenestraße – Rheindorf Süd, Pützdelle – Leverkusen Mitte Bf. – Konrad-Adenauer-Platz – Museum Morsbroich – Steinbüchel – Alt Steinbüchel                                                 |
| SB 22 | Leverkusen Mitte Bf. – Konrad-Adenauer-Platz – Museum Morsbroich – Post – Leimbacher Berg – Mathildenhof                                                                                            |
| SB 23 | Leverkusen-Mitte Bf. – Rheindorf Süd, Pützdelle – Hitdorf – Monheim Mitte |
| SB 25 | Solingen ZOB Graf-Wilhelm-Platz – Solingen-Grünewald Bf – Leichlingen Busbahnhof – Opladen Bf. – Leverkusen Mitte Bf – Chempark – Köln-Mülheim – Köln Hbf/Breslauer Platz                           |
| SB 27 | Rheindorf Peenestraße – Rheindorf-Süd, Pützdelle – Leverkusen Mitte Bf. (– Chempark) |
| SB 29 | Alt-Steinbüchel – Schlebusch – Leverkusen Mitte Bf. – Chempark |
| SB 33 | Monheim Creative Campus – Landwirtschaftszentrum – Leverkusen Mitte Bahnhof |
| X 24  | Wermelskirchen Busbf. – Tente – Hilgen Raiffeisenplatz – Kaltenherberg – Leverkusen Mitte Bf. |

## Ausbau für den RRX
Im Zuge des RRX-Konzeptes ist es geplant, dass vier RRX-Linien Dortmund–Essen–Düsseldorf–Köln Messe/Deutz den Bahnhof bedienen. Im Rahmen des Ausbaus der Strecke Köln-Düsseldorf für die RRX-Züge wurde die eingleisige S-Bahn-Strecke Leverkusen Chempark – Leverkusen Mitte um ein Gleis erweitert. Dazu wurde das Bahnhofsgebäude von 1979 im Juni 2022 abgerissen. Es wurde ein zweiter Mittelbahnsteig für die S-Bahn gebaut. Die seit September 2023 vollständig zweigleisige S-Bahn-Strecke zwischen Köln-Mülheim und Düsseldorf soll zusätzlich Güterzüge aufnehmen.